# John O'Shea
John Francis O'Shea, född 30 april 1981, är en irländsk före detta fotbollsspelare och numera assisterande tränare i Reading. 
O'Shea bröt igenom säsongen 2002-03 som vänsterback i Manchester United. O'Shea har fått rotera på flera olika positioner, framförallt i backlinjen och som defensiv mittfältare. Den 7 juli 2011 skrev John O'Shea på för Sunderland AFC i ett kontrakt som sträcker sig till och med 2015.
O'Shea är också mångfaldig landslagsman för Irland. I november 2009 ådrog han sig en svårläkt benskada som omöjliggjorde fortsatt spel under säsongen 2009-2010.